# Patay (fromage)
Pour les articles homonymes, voir Patay (homonymie).
Le patay est un ancien fromage au lait de vache français, à pâte molle et à croûte naturelle originaire de la commune homonyme située dans le département du Loiret en région Centre-Val de Loire.

## Présentation
Le fromage, de la forme d'un cylindre à bords arrondis, mesure 25 cm de diamètre et il pèse un 500 g. Plutôt plat, il a une épaisseur de 2 cm environ.
Il porte le nom de la commune de Patay situé au nord d'Orléans dans la région naturelle de la Beauce.